# Красный Партизан (Свердловская область)
Красный Партизан — деревня Нижнесергинского района  Свердловской области России, входит в состав муниципального образования «Клёновское сельское поселение». 

## География
Деревня Красный Партизан муниципального образования «Нижнесергинский муниципальный район», входит в состав муниципального образования «Клёновское сельское поселение», расположена в 55 километрах (по автотрассе в 97 километрах) к западу-северо-западу от города Нижние Серги, преимущественно на правом берегу реки Средняя (правый приток реки  Бисерть, бассейна реки Уфа).

## Население
| 2002 | 2010 | 2021 |
| ---- | ---- | ---- |
| 3    | ↗5   | ↗10  |